# チカヌマエビ
チカヌマエビ（地下沼蝦、学名: Halocaridinides trigonophthalma）は、十脚目ヌマエビ科に分類されるエビの一種。西太平洋沿岸の熱帯域に分布し、和名通り地下水中に生息する。チカヌマエビ属 Halocaridinides は2種のみが知られる小さなグループである（後述）。

## 特徴
成体は体長10mm程度で、日本産ヌマエビ類としては小型である。頭胸甲の前面は丸みを帯び、額角は短く下向きで、眼より先に突き出ない。眼は小さく退化している。歩脚に外肢はないが、前3対には副肢がある。生時の体色は赤みを帯びるが、これは深海や地下水等の暗い環境に棲むエビ類によく共通する。
生息地は沖縄本島、宮古島、伊良部島、鳩間島、パラオ諸島アンガウル島、グアム島の記録があり、いずれも西太平洋熱帯海域の島嶼である。タイプ産地は沖縄本島今帰仁村（なきじんそん）である。
標高の低い位置にある井戸や洞窟内の地下水中に生息する。南西諸島産の地下水生ヌマエビ類は他にドウクツヌマエビ Anticaridina lauensis、アシナガヌマエビ Caridina rubella が知られるが、本種は額角が短く、歩脚に外肢がない点で区別できる。また飼育下では物陰に潜む習性が強い。地下水生で人の目に触れる機会が稀なため、生息範囲・生活史・繁殖方法等の詳細は不明だが、沖縄本島の塩川において本種とみられる第1ゾエア幼生が採集されている。

## レッドリスト掲載状況
- 絶滅危惧II類 (VU)（環境省レッドリスト）

- 沖縄県レッドデータブック絶滅危惧IB類(EN) - 2005年

生息地である洞窟・井戸の埋め立て、工事による地下水脈の分断、地下水汲み上げ、農薬等による地下水汚染が脅威となる。既に沖縄本島の生息地が埋め立てで失われた等の報告がある。
環境省の『その他無脊椎動物レッドリスト』では、1991年版で「希少種」、2000年版で「準絶滅危惧(NT)」であったが、2007年版では「絶滅危惧II類(VU)」となり、絶滅への危険度が増している。沖縄県レッドデータブックではさらに厳しい「絶滅危惧IB類(EN)」で掲載されている。また、国や自治体の天然記念物指定を受けている生息地もある。特に本種に絞った指定ではないが、指定区域内での無許可の採集は処罰対象となる。

## 同属種
Halocaridinides fowleri (Gordon, 1968)
チカヌマエビに似ているが、第2触角（長い触角）柄部が短いこと、第3顎脚外肢が長いことで区別する。タンザニア沖のインド洋にあるザンジバル諸島に分布する。